# Кручёная (посёлок)
Кручёная — населённый пункт (тип: железнодорожная станция), посёлок при станции Кручёная в Сальском районе Ростовской области России. Входит в состав Кручёно-Балковского сельского поселения.

## География
Через посёлок проходят пути Северо-Кавказской железной дороги.
Единственная улица в населённом пункте — Локомотивная.
Рядом с посёлком находится пруд.
Ближайшие населённые пункты — хутора Новоселый 1-й Сальского района и Двойной Песчанокопского района Ростовской области. В 22 км к юго-западу - город Сальск. 

## Население
| 2010 |
| ---- |
| 7    |

## Инфраструктура
Путевое хозяйство Ростовского региона Северо-Кавказской железной дороги. Действует железнодорожная станция Кручёная.

## Транспорт
Автомобильный и железнодорожный транспорт.
Выезд на автодорогу регионального значения 60К-2 Котельниково — Сальск — Песчанокопское. 